# Katost-familien
Katost-familien (Malvaceae) er buske eller træer (sjældnere urter). De indeholder cyklopropenoide fedtsyrer og terpenoidbaserede kinoner. Bladene er spiralstillede eller toradede og sædvanligvis pliserede. Bladranden er hel eller tandet med en enkelt nerve til spidsen af bladet. Sidenerver er håndstillede.
Familien har rigtigt mange slægter. Her nævnes kun de, der er kendte i Danmark.
| Slægter |

- Okra (Abelmoschus)
- Japanlygte (Abutilon)
- Baobab (Adansonia)
- Stokrose (Alcea)
- Stokrose (Althaea)
- Kapoktræ-slægten (Ceiba)
- Kola-slægten (Cola)
- Durian-slægten (Durio)
- Bomuld-slægten (Gossypium)
- Hibiscus (Hibiscus)
- Hoheria
- Poppelrose (Lavatera)
- Katost (Malva)
- Balsatræ-slægten (Ochroma)
- Silkekatost (Sidalcea)
- Kakao-slægten (Theobroma)
- Lind (Tilia)